# Szociáldemokraták Magyar Polgári Pártja
A Szociáldemokraták Magyar Polgári Pártja (röviden Szocdemek) egy 2013 májusában alakult rövid életű magyar politikai párt volt, amelyet a Magyarországi Szociáldemokrata Pártból kiváló Schmuck Andor és támogatói alapítottak. Bejegyezte a Fővárosi Törvényszék 15.341 számon Budapest székhellyel. A Szocdemek elindult a 2014-es magyarországi országgyűlési választáson, de mandátumot nem szerzett. 2015. május 16-án az összeülő V. Kongresszus a párt feloszlatásáról és annak mozgalommá történő átalakításáról döntött.

## Története
A Szocdemek, eredetileg Magyar Szociáldemokraták Pártja néven, 2013. május 26-án alakult elődje, a Magyarországi Szociáldemokrata Párt (MSZDP) utódjaként, mely a párt 2013. június 16-án tartott kongresszusa alkalmával elnökét, Kapolyi Lászlót szabálysértésekre való tekintettel fegyelmi úton kizárta tagjai soraiból és ügyvezető igazgatói pozícióba emelte Schmuck Andort, pártelnökké pedig Schiller Lászlót választották, akit a kongresszus a Magyarországi Szociáldemokrata Párt jogutód nélküli feloszlatását a Fővárosi Törvényszéken való bejelentésével bízott meg, Az MSZDP ezután döntött új párt alapításáról, melynek elnökeként Schmuckot, ügyvezető elnökké Árok Kornélt, főtitkárává pedig Suha Györgyöt, Gambia korábbi tiszteletbeli konzulját választotta meg a kongresszus. A Szocdemek továbbra is részt vett a Szocialista Internacionálé munkájában, mint eddig az MSZDP.
Később Kapolyi kijelentette, az MSZDP továbbra is működik, amelynek ő a megválasztott elnöke, s szerinte a nevében is „polgári" SZMPP nem tekinthető a nagy múltú párt utódjának.
A pártot 2014 januárjában Szociáldemokraták Magyar Polgári Pártja néven jegyezte be a jelölő szervezetek közé a Nemzeti Választási Iroda. A párt önállóan indult a 2014-es magyarországi országgyűlési választáson, 82 egyéni jelöltet és országos listát is tudott állítani a megkönnyített feltételeknek köszönhetően, de mandátumot nem szerzett. Az MSZDP, bizonyságul adva létezésének, szintén elindult a választásokon jóval csekélyebb eredményekkel, lévén, hogy a párt infrastruktúrájának és tagságának nagy részét Schmuck új szerveződése magával vitte. Schmuck Andor pártelnök a Szocdemek színeiben indult a belvárosi polgármesteri pozícióért a 2014-es őszi önkormányzati választásokon, illetve később, szintén megmérette magát a 2014-es újpesti időközi választáson, ahol 2,54%-os eredményt ért el.
2015. május 16-án a párt V. Kongresszusán a küldöttek a mozgalommá alakulás mellett döntöttek, amelynek legfőbb célja a „a hazai közéletben fellelhető náci eszméket vallók felkutatása és bemutatása" lesz, jelentette be Schmuck. A mozgalom a Soha többé! nevet vette fel. A pártelnök érvelése szerint azért döntöttek a Szocdemek megszüntetéséről, hogy elejét vegyék annak, hogy „a náci eszméket vallók arra hivatkozhassanak, azért támadják őket, hogy megszerezzék az egyes közhatalmi pozíciókat."

## Országgyűlési választás
| Választások | Szavazatok száma | Szavazatok aránya | Mandátumok száma | Mandátumok aránya | Parlamenti szerepe |
| ----------- | ---------------- | ----------------- | ---------------- | ----------------- | ------------------ |
| 2014-es     | 15 073           | 0,31%             | —                | —                 | nem jutott be      |

## Programja
Politikai filozófiája, programja alapján balközép, Magyarország szociáldemokrata tradícióira épített. Programja a magyar nemzet társadalmi közmegegyezésén alapuló, a nemzetközi együttműködés aktív részvételével megvalósítható, és igazságos közteherviselésen nyugvó közpolitikát kínált a választóknak, olyan kormányzást, amely képes integrálni Magyarországot az európai értékközösségbe.
Politikai vízióját a Willy Brandtnak tulajdonított idézettel jellemezte: „Nem jobb, nem baloldali, hanem szociáldemokrata vagyok".

## Szervezete
Megalakulásakor elnöke Schmuck Andor, alelnöke Schiller László és Somodi Jánosné, főtitkára Suha György volt. A párt ügyvezető elnökének és kommunikációs igazgatójának Árok Kornélt, a Választmány elnökének Asztalos Lajost, országos kampányfőnökének Deák Boldizsárt és az Országos Ellenőrző Bizottság elnökének Kósa Sándort nevezték ki.
2014. február 1-jén tagságuk kb. 1200 fő, alapszervezetek száma 87 volt.